# Timoleon (genre)
Pour les articles homonymes, voir Timoléon (homonymie).
Genre
Timoleon est un genre d'opilions laniatores de la famille des Zalmoxidae.

## Distribution
Les espèces de ce genre se rencontrent en Colombie et au Pérou.

## Liste des espèces
Selon World Catalogue of Opiliones (21/10/2021) :
- Timoleon armatanalis Roewer, 1956
- Timoleon crassipes Sørensen, 1932

## Publication originale
- Henriksen, 1932 : « Descriptiones Laniatorum (Arachnidorum Opilionum Subordinis). Opus posthumum recognovit et edidit Kai L. Henriksen. » Det Kongelige Danske Videnskabernes Selskabs skrifter, Naturvidenskabelig og Mathematisk Afdeling, sér. 9, vol. 3, no 4, p. 197–422.